# Bagnatica
Bagnatica est une commune italienne située dans la province de Bergame, dans la région Lombardie, dans le Nord de l'Italie. En 2010, elle comptait environ 4 200 habitants.

## Administration
| Période                                  | Période | Identité | Étiquette | Qualité |
| ---------------------------------------- | ------- | -------- | --------- | ------- |
|                                          |         |          |           |         |
| Les données manquantes sont à compléter. |         |          |           |         |

### Communes limitrophes
Albano Sant'Alessandro, Bolgare, Brusaporto, Calcinate, Costa di Mezzate, Montello, Seriate